# Bojana Guteša
Bojana Guteša (Beograd, 9. novembra 1976) srpska je glumica.
Bojana je diplomirala glumu na univerzitetu Braća Karić u Beogradu. Nakon manjih uloga u filmovima i tv serijama, ljubiteljima sapunica ostala je u sećanju glumivši Lidiju Milijaš, jednu od glavnih uloga, u srpskoj telenoveli Jelena i po ulozi Tare Mars u hrvatskoj sapunici Zabranjena ljubav. Pojavila je se i u spotu pevača Daniela Đokića, za pesmu „Tri puta na dan“.
Bojana trenutno studira menadžment i radi u jednoj marketinškoj agenciji u Beogradu.

## Filmografija
- 2006. - Zabranjena ljubav (sapunica)
- 2004/05. - Jelena (telenovela)
- 2002. - Lisice (dramska serija)
- 2001. - Ona voli Zvezdu (film)
- 2001. - Nataša (film)
- 1999. - Ranjena zemlja (film)

## Spoljašnje veze
- Bojana Guteša на веб-сајту  (језик: енглески)
- Bojana Guteša na MySpace